# Curling na Zimních olympijských hrách 1932 – ukázkový turnaj muži
Turnaj mužů v curlingu na Zimních olympijských hrách 1932 byla ukázková soutěž hraná v hale Olympic Arena.

## Týmy
Mužského turnaje se účastnily čtyři týmy Kanady a čtyři týmy USA.
| Země                                   | Skip (čtyřka)    | Third (trojka)    | Second (dvojka)    | Lead (jednička)  |
| -------------------------------------- | ---------------- | ----------------- | ------------------ | ---------------- |
| Kanada – Manitoba                      | William H. Burns | James L. Bowman   | Robert B. Pow      | Errick F. Willis |
| Kanada – Northern Ontario              | E.F. George      | Peter Lyall       | John Walker        | W. W. Thompson   |
| Kanada – Ontario                       | Harvey J. Sims   | Frank P. McDonald | Archibald Lockhart | Russell G. Hall  |
| Kanada – Québec                        | William Brown    | T. Howard Stewart | John Leonard       | Albert Maclaren  |
| Spojené státy americké – Connecticut   | A. R. Hatfield   | S. S. Curran      | Robert Pryde       | H. E. Burt       |
| Spojené státy americké – Massachusetts | A. S. Porter     | Charles Curtis    | George Willett     | F. R. Parks      |
| Spojené státy americké – Michigan      | George Lawton    | Don Fraser        | E. R. Palmer       | W. H. Mormley    |
| Spojené státy americké – New York      | J. W. Calder     | G. B. Ogden       | F. D. Peale        | C. B. Williams   |

## Základní skupina
| Pořadí | Tým                    | Z | V | P | Skóre |
| ------ | ---------------------- | - | - | - | ----- |
| 1.     | CAN – Manitoba         | 4 | 4 | 0 | 71:45 |
| 2.     | CAN – Ontario          | 4 | 3 | 1 | 74:36 |
| 3.     | CAN – Québec           | 4 | 3 | 1 | 57:46 |
| 4.     | USA – Connecticut      | 4 | 2 | 2 | 58:55 |
| 5.     | CAN – Northern Ontario | 4 | 2 | 2 | 61:56 |
| 6.     | USA – Massachusetts    | 4 | 1 | 3 | 38:77 |
| 7.     | USA – New York         | 4 | 1 | 3 | 51:54 |
| 8.     | USA – Michigan         | 4 | 0 | 4 | 36:77 |

### 1. kolo
4. února 1932, odpoledne
| Tým                    | Celkem |
| ---------------------- | ------ |
| USA – New York         | 20     |
| CAN – Northern Ontario | 8      |

| Tým               | Celkem |
| ----------------- | ------ |
| CAN – Québec      | 14     |
| USA – Connecticut | 12     |

| Tým            | Celkem |
| -------------- | ------ |
| CAN – Ontario  | 21     |
| USA – Michigan | 0      |

| Tým                 | Celkem |
| ------------------- | ------ |
| CAN – Manitoba      | 19     |
| USA – Massachusetts | 10     |

### 2. kolo
4. února 1932, večer
| Tým            | Celkem |
| -------------- | ------ |
| CAN – Québec   | 13     |
| USA – New York | 11     |

| Tým                    | Celkem |
| ---------------------- | ------ |
| USA – Connecticut      | 18     |
| CAN – Northern Ontario | 13     |

| Tým                 | Celkem |
| ------------------- | ------ |
| CAN – Ontario       | 22     |
| USA – Massachusetts | 4      |

| Tým            | Celkem |
| -------------- | ------ |
| CAN – Manitoba | 22     |
| USA – Michigan | 12     |

### 3. kolo
5. února 1932, ráno
| Tým                    | Celkem |
| ---------------------- | ------ |
| CAN – Northern Ontario | 21     |
| USA – Massachusetts    | 7      |

| Tým               | Celkem |
| ----------------- | ------ |
| CAN – Manitoba    | 15     |
| USA – Connecticut | 14     |

| Tým            | Celkem |
| -------------- | ------ |
| CAN – Ontario  | 18     |
| USA – New York | 11     |

| Tým            | Celkem |
| -------------- | ------ |
| CAN – Québec   | 15     |
| USA – Michigan | 6      |

### 4. kolo
5. února 1932, odpoledne
| Tým                           | Celkem |
| ----------------------------- | ------ |
| USA – Connecticut (extra end) | 14     |
| CAN – Ontario                 | 13     |

| Tým                 | Celkem |
| ------------------- | ------ |
| USA – Massachusetts | 17     |
| CAN – Québec        | 15     |

| Tým                    | Celkem |
| ---------------------- | ------ |
| CAN – Northern Ontario | 19     |
| USA – Michigan         | 11     |

| Tým            | Celkem |
| -------------- | ------ |
| CAN – Manitoba | 15     |
| USA – New York | 9      |

## Konečné umístění
| Pořadí                      | Tým                    |
| --------------------------- | ---------------------- |
| Zlatá olympijská medaile    | CAN – Manitoba         |
| Stříbrná olympijská medaile | CAN – Ontario          |
| Bronzová olympijská medaile | CAN – Québec           |
| 4.                          | USA – Connecticut      |
| 5.                          | CAN – Northern Ontario |
| 6.                          | USA – Massachusetts    |
| 7.                          | USA – New York         |
| 8.                          | USA – Michigan         |